# Marzio Sepe
Marzio Sepe (Marzano di Nola, 22 febbraio 1954 – 13 maggio 2025) è stato un mafioso italiano, membro della camorra.

## Biografia
Marzio Sepe viene notato in carcere da Carmine Alfieri. In un'occasione Sepe, detenuto in regime di isolamento carcerario a Poggioreale, si distinse - come raccontato ai giudici dal collaboratore di giustizia Pasquale Galasso - per via della sua spregiudicatezza criminale avendo tenuto testa, durante un duello a colpi di coltelli, ad un altro camorrista. In un contesto difficile, come lo era quello nel carcere di Poggioreale negli anni '70 e '80, Alfieri fece di Sepe un suo protetto e poi una volta in libertà uno dei suoi più spietati killer e luogotenenti. 
L'11 settembre 1992, Carmine Alfieri viene arrestato e diviene collaboratore di giustizia. L'avvenimento fa sì che le redini del clan finiscano nelle mani di Giuseppe "Geppino" Autorino (altro spietato killer alla corte di Alfieri, si sospetta abbia ucciso circa 100 persone) e Marzio Sepe.
Sepe, considerato uno degli eredi di Alfieri era incluso nella lista dei 30 latitanti più pericolosi d'Italia, viene catturato il 6 settembre 1996, a Camposano. Condannato a diversi ergastoli per associazione camorristica, numerosi omicidi ed altro, ha passato oltre trent'anni di carcere, per lo più in regime di carcere duro, prima di morire a 72 anni.

## Il coinvolgimento nella strage di Torre Annunziata
Marzio Sepe è considerato uno dei sicari che composero il commando che, il 26 agosto del 1984, a Torre Annunziata, portò a termine una vera e propria azione di guerra, il cui risultato furono otto morti ammazzati e sette feriti; vero obiettivo della strage: il boss Valentino Gionta, che sopravvisse. La strage fu voluta da Antonio Bardellino e Carmine Alfieri, preoccupati dalla fortissima ascesa di Gionta e del suo clan, che stava espandendosi a macchia d'olio.